# 4585 Ainonai
A 4585 Ainonai (ideiglenes jelöléssel 1990 KQ) a Naprendszer kisbolygóövében található aszteroida. Kin Endate és Vatanabe Kazuró fedezte fel 1990. május 16-án.